# 下劳尔
下劳尔是德国巴伐利亚州的一个市镇。总面积9.08平方公里，总人口1727人，其中男性869人，女性858人（2011年12月31日），人口密度190人/平方公里。